# グスタフ・ツォイナー

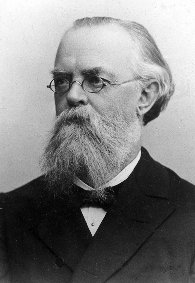
Gustav Zeuner

グスタフ・ツォイナー（Gustav Anton Zeuner、1828年11月30日 - 1907年10月17日）はドイツの物理学者、工学者である。熱力学を用いて、機関車の理論を作った。

## 人物・生涯
ザクセン州のケムニッツに生まれた。ケムニッツの王立職業学校（Chemnitz Konigliche Gewerbeschule、現在のケムニッツ工科大学）で工学を学んだ。1848年からフライベルク鉱山学校で、鉱物学者ユリウス・ワイスバッハ（Albin Julius Weisbach）のもとで鉱物学と金属学を学んだ。
ドイツ各地で広がった1848年革命がドレスデンに波及した時に革命に参加し、多くの仲間が死刑になり、刑務所に送られたのに対して、ツォイナーは釈放された。卒業し、1853年にライプツィヒ大学で博士号をとることはできたが、ザクソンで教職につくことは禁止された。
1853年に力学の工学雑誌"Der Civilenginieur. Zeitschrift fur das Ingenieurwesen"の編集者となりチューリッヒに移住した後の1857年まで編集者を続けた。1855年にチューリッヒ工科大学の教授となり、有名な工学者フランツ・リューロー（Franz Reuleaux）と働いた。リヒャルト・ワーグナー（Richard Wagner）らのドレスデンの革命家たちもチューリッヒに亡命していた。
ツォイナーはチューリッヒで1858年に蒸気機関車の模型をつくったが、理論に興味を移し、設計の改善を行うことはなかった。1869年に人口を表すのに、ツォイナー図と呼ばれる3次元グラフを作った。これはヴィルヘルム・レキシスが改良を加え、レキシス図とよばれる事となった。
1865年にチューリッヒ工科大学の学長となった。1862年に革命の参加者に恩赦が与えられ、1871年にドイツに戻り、1875年にフライベルク鉱山学校の力学の教授となり、鉱山機械の研究をおこなった。フライベルク鉱山学校の学長を務めるかたわら、ドレスデン王立工科大学（現在のドレスデン工科大学）の学長を務めた。
1897年に創立されたドイツ技術者協会のドレスデン支部を後援し、ドイツ技術者協会は1993年にドイツでの工学分野の学生の最もすぐれた研究に対して贈る、グスタフ・ツォイナー賞を設けた。
Albin Weisbachによって鉱物、Zeuneriteの名前が命名された。